# Міхал Грамено
Міхал Грамено (алб. Mihal Grameno; 13 січня 1871, Корча — 5 лютого 1931, Корча) — албанський письменник і активіст за незалежність.

## Життєпис
Він походив з родини купців, православний. У молодості він емігрував з економічних причин у Румунію, де став брати участь у албанському національному русі. У 1889 році він був обраний секретарем патріотичного товариства Drita, що діє у Бухаресті. За цей час він опублікував свої перші вірші.
По поверненню в Албанію у 1907 році він приєднався до Черчізу Топуллі, з яким воював проти турок. У 1908 році він взяв участь у битві при Машкуллорі.
На додаток до збройної діяльності, грам займався просвітницькою діяльністю в селах на півдні Албанії. У 1908 році він взяв участь у з'їзді у Монастірі, на якому був встановлений стандартний алфавіт албанської мови. У 1909 році він заснував у Корчі Православну лігу (Lidhja Ortodokse). У 1912 році він був одним з підписантів Декларації незалежності.
Після розділу албанських земель під час Першої світової війни, він емігрував до Сполучені Штати. У той час, він стала брати участь в організації Vatra, що об'єднує албанців, що живуть у Сполучених Штатах, і редагував тижневик Koha (Час). У 1919 році брав участь Паризькій мирній конференції у складі делегації албанської діаспори. У 1921 році він повернувся в Албанію, де почав писати статті, в яких вимагав демократизації албанської держави. Після падіння уряду Фана Нолі у 1924 році, він відійшов від громадської діяльності. У 1925 році він видав спогади про битви з турками.